# Sporydium

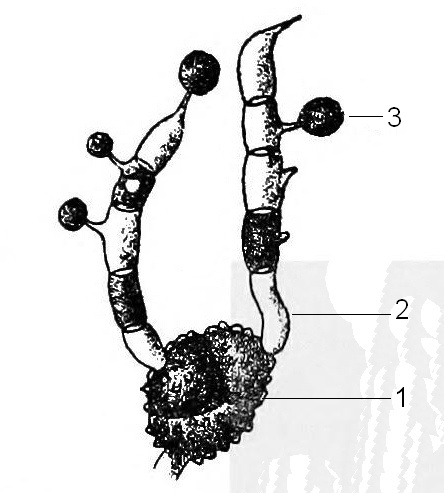
Powstawanie sporydium u Triphragmium ulmariae
1. teliospora, 2 – metabazydium, 3 – sporydium

Sporydium – zarodnik wytwarzany przez przedgrzybnię lub przez metabazydium grzybów z rzędu rdzowców (Pucciniales). Jest to rodzaj bazydiospor, powstaje bowiem w wyniku mejozy. U rdzy zbożowej (Puccinia graminis) na każdej podstawce powstają po 4 haploidalne sporydia. Są dwa typy płciowe sporydiów, oznaczane jako (+) i (–). Przenosi je wiatr, kiełkują gdy znajdą się na liściach berberysu. Powstają z nich dwa rodzaje grzybni (+) i (–). Dalszy rozwój może się odbywać tylko wtedy, gdy strzępki grzybni (+) zetkną się ze strzępkami grzybni (–) (heterotalizm).